# Bohdan Chybowski
Bohdan Chybowski, właśc. Łukasz Bohdan Chybowski (ur. 18 października 1893 w Mszczonowie, zm. 30 czerwca 1980 w Warszawie) – polski inżynier w specjalności ogrzewnictwa i wentylacji, autor wielu publikacji branżowych oraz podręcznika, a także projektów technicznych i ekspertyz w zakresie techniki grzewczej.

## Życiorys
Bohdan Chybowski był synem Władysława Chybowskiego i Małgorzaty zd. Stępczyńskiej. Po ukończeniu szkoły średniej w 1912 pracował w firmie instalacyjnej Drzewiecki i Jeziorański do 1927 roku. W latach 1927–1935 pracował jako technolog w przedsiębiorstwie Józef Kamler i S-ka. W 1945 założył spółkę Jan Wróblewski i Bohdan Chybowski, którą prowadził do 1949. W międzyczasie w 1939 został zmobilizowany i brał udział w działaniach wojennych w czasie II wojny światowej. Absolwent studiów inżynierskich na Politechnice Warszawskiej, którą ukończył w 1952 roku.
W latach 1949–1969 pracował w warszawskim Centralnym Biurze Studiów i Projektów Budownictwa Przemysłowego, które w 1963 r. zmieniło nazwę na Biuro Projektów Budownictwa Przemysłu Chemicznego PROCHEM – obecnie Prochem S.A. W trakcie swojego zatrudnienia Bohdan Chybowski projektował i nadzorował realizację większości projektów realizowanych przez biuro w tym okresie, w tym projekty instalacji sanitarnych obiektów takich jak Fabryka Samochodów Osobowych na Żeraniu, Zakłady Azotowe w Puławach, Zakłady Azotowe w Policach, Petrochemia Płock i in. Był współpracownikiem prof. Witolda Kamlera, z którym wspólnie zrealizowali projekty instalacji rurociągowych w gmachach Opery Warszawskiej i Ministerstwa Komunikacji. Wspólnie wykonali wiele ekspertyz i zasiadali w radach naukowych i technicznych. Zajmował się normalizacją w dziedzinie ogrzewnictwa, w tym współtworzył normy dotyczące centralnego ogrzewania, np. normę PN-B-102:1949. W latach 50. XX w. piastował w Polskim Komitecie Normalizacyjnym stanowisko wiceprzewodniczącego Komisji Ogrzewnictwa i Wentylacji. Działał jako członek zarządu w Kole Ogrzewników Polskiego Zrzeszenia Gazowników, Wodociągowców i Techników Sanitarnych (od 1957 zmieniono nazwę na Polskie Zrzeszenie Inżynierów i Techników Sanitarnych – PZITS). W organizacji tej piastował m.in. funkcje zastępcy przewodniczącego (1949–1950) i przewodniczącego (1950–1966) oraz wiceprzewodniczącym Zrzeszenia. Był też członkiem Rady PZITS (organu nadzorczego) przez kilka kadencji Sekcji Ogrzewnictwa i Wentylacji. Był autorem publikacji branżowych na łamach czasopism Gaz, Woda i Technika Sanitarna (ISSN 0016-5352) i Ciepłownictwo, Ogrzewnictwo i Wentylacja (ISSN 0137-3676). Napisał klasyczny podręcznik „Instalacje ciepłej wody użytkowej” wydany dwukrotnie przez Arkady w 1966 i 1973. Po przejściu na emeryturę w 1969 pracował jako rzeczoznawca Biurze Studiów i Rzeczoznawstwa PZITS. Za swoją działalność był nagrodzony m.in. nagrodą zespołową II stopnia Ministra Budownictwa i Przemysłu Materiałów Budowlanych. Został odznaczony m.in. Krzyżem Oficerskim i Krzyżem Kawalerskim Orderu Odrodzenia Polski, Złotym i Srebrnym Krzyżem Zasługi, złotymi odznakami honorowymi PZITS i NOT. Został pochowany na cmentarzu powązkowskim w Warszawie (grób kw. 223-III-14).